# Erzbistum Campobasso-Boiano
Das in Italien gelegene Erzbistum Campobasso-Boiano (lat.: Archidioecesis Campobassensis-Boianensis, ital.: Arcidiocesi di Campobasso-Bojano) ist eine Erzdiözese der römisch-katholischen Kirche in Italien mit Sitz in Campobasso.
Das Bistum Boiano wurde im 11. Jahrhundert gegründet und war Suffraganbistum von Benevent. Am 29. Juni 1927 wechselte das Bistum Boiano seinen Namen zu Boiano-Campobasso und wurde als solches am 11. Februar 1973 zum Erzbistum mit drei Suffraganbistümern. Am 27. Februar 1982 wurde der Sitz des Erzbischofs endgültig nach Campobasso verlegt, so dass der Name nun Erzbistum Campobasso-Boiano lautet.